# Limitations de vitesse au Canada
 (mars 2009).
Si vous disposez d'ouvrages ou d'articles de référence ou si vous connaissez des sites web de qualité traitant du thème abordé ici, merci de compléter l'article en donnant les références utiles à sa vérifiabilité et en les liant à la section « Notes et références ».

Panneau de rappel de conversion en système métrique près de la frontière entre le Québec et les États-Unis

Au Canada, les limitations de vitesse sont les suivantes :
- Dans les zones scolaires dans la plupart des provinces, la limite de vitesse est de 30 km/h pendant la dépose et la collecte des enfants, de même qu'autour de la plupart des parcs urbains. (D'autres provinces comme le Manitoba ne réduisent pas la limite de vitesse dans ces circonstances, mais exige une prudence raisonnable lorsque des enfants se trouvent près de la chaussée.)
- Dans les agglomérations, la limite de vitesse est de 50 km/h (70 km/h sur certaines grandes artères).

A Montréal, la limitation dans certaines/les zones résidentielles est de 40 km/h, mais il existe aussi des rues limitées à 30 km/h.
A Toronto, la limitation de vitesse est passée de 40 km/h à 30 km/h sur 387 kilomètres de route locale.
- Sur les routes provinciales, la limite de vitesse varie généralement de 70 à 100 km/h.
- Sur les autoroutes, la vitesse est limitée entre 60 et 100 km/h, voire 110 km/h dans certaines provinces comme l'Alberta, le Nouveau-Brunswick, la Nouvelle-Écosse, l'Ontario, la Saskatchewan et le Manitoba (depuis avril 2009) ou même 120 km/h en Colombie-Britannique (depuis juillet 2014)[4].

Au Canada, les accidents se produisent surtout en agglomération, ce qui justifie des limitations de vitesse discriminantes par rapport à l'urbanisation.
| Pour des raisons techniques, il est temporairement impossible d'afficher le graphique qui aurait dû être présenté ici. | Pour des raisons techniques, il est temporairement impossible d'afficher le graphique qui aurait dû être présenté ici. |
| Sources: - UNECE . - TC: Transport Canada.                                                                             | |

Au Canada, dans les camions des limiteurs de vitesse peuvent être installés pour limiter la vitesse à 105 km/h.

## Limites provinciales
Le tiret (–) signifie qu'il n'y a pas de limitation de vitesse générale: la limitation de vitesse doit toujours être signalée.
"N/A" signifie que ce type de route n'existe pas dans la dite province ou le dit territoire.
| Province ou territoire    | Ecole à proximité (urbain / rural) | Urbain  | Highway  | Freeway (urbain / rural) | limite de vitesse la plus élevée |
| ------------------------- | ---------------------------------- | ------- | -------- | ------------------------ | -------------------------------- |
| Alberta                   | 30 / 50                            | 50      | 80 - 100 | 100 / 110                | 110                              |
| Colombie-Britannique      | 30 / 30                            | 50      | 80 - 100 | 100 / 110 - 120          | 120,                             |
| Manitoba                  | 30 / 50                            | 50      | 90 - 100 | 100 / 110                | 110                              |
| Nouveau-Brunswick         | 30-50/50                           | 50      | 80 - 90  | 110 / 110                | 110                              |
| Terre-Neuve-et-Labrador   | 30 / 50                            | 50      | 70 - 100 | 100 / 100                | 100                              |
| Territoires du Nord-Ouest | –                                  | 45      | 90 - 100 | N/A                      | 100                              |
| Nouvelle-Écosse           | 30 / 50                            | 50      | 80 - 90  | 100 / 110                | 110                              |
| Nunavut                   |                                    | 50      | 90       | N/A                      | 90                               |
| Ontario                   | 40                                 | 50      | 80 - 90  | 100 / 110                | 110                              |
| Île-du-Prince-Édouard     | – / 60                             | 50      | 80 - 90  | N/A                      | 90                               |
| Saskatchewan              | 30 - 40                            | 50      | 80 - 100 | 110/110                  | 110                              |
| Québec                    | 30 / 50                            | 30 - 50 | 80 - 90  | 70 - 100 / 100           | 100                              |
| Yukon                     | 30 / 40                            | 50      | 100      | N/A                      | 100                              |